# Saint-Martin-l’Astier
Saint-Martin-l’Astier – miejscowość i gmina we Francji, w regionie Nowa Akwitania, w departamencie Dordogne.
Według danych na rok 1990 gminę zamieszkiwały 152 osoby, a gęstość zaludnienia wynosiła 16 osób/km² (wśród 2290 gmin Akwitanii Saint-Martin-l’Astier plasuje się na 1024. miejscu pod względem liczby ludności, natomiast pod względem powierzchni na miejscu 1099.).